# のぞみの丘ホスピタル
医療法人清仁会 のぞみの丘ホスピタル（いりょうほうじんせいじんかい のぞみのおかホスピタル、英語: Nozominooka Hospital）は、岐阜県美濃加茂市にある特定医療法人清仁会が運営する病院。精神疾患を専門に診療する精神科病院である。

## 概要
精神科病院として外来・入院治療において精神疾患全般を扱っているほか、患者の社会復帰、自立にも積極的に取り組んでいる。患者の心地良さを追求した新しい形の精神科病棟を目指しており、2002年（平成14年）に新築された施設は、生活環境を考慮したプライバシーへの配慮、選べる環境とコミュニケーション、五感に優しい空間を考慮している。
施設としては、デイケア「みのり」（通院によるリハビリで社会復帰を行うための施設）、援護寮「さくら」（集団生活をしながら自立のための訓練を受ける施設）、支援センター「ひびき」（日常生活の相談、就労支援など自立を支援する施設）、老人保健施設「サントピアみのかも」（主に認知症用施設）、授産施設、通所授産施設「Green Bird」がある。

## 診療科
- 精神科
- 神経科
- 心療内科
- 内科

## 沿革
- 1964年（昭和39年）‐ 美濃加茂病院として開設される〈130床〉。
- 1966年（昭和41年）‐ 「本館」及び「解放病棟」が新築される〈168床〉。
- 1969年（昭和44年）‐ 「解放病棟」が増築される。
- 1981年（昭和56年）- 男子・女子病棟が増築される（現在の東棟北側部分）〈310床〉。
- 1985年（昭和60年）- 東棟南側部分を新築し、現在の東棟[1]の形となる。
- 1992年（平成4年）- 解放病棟を新築し、現在の西棟[2]の形となる。
- 1995年（平成7年）- 特定医療法人の承認を受ける。
- 1997年（平成9年）- 老人保健施設「サントピアみのかも」を開設。
- 2002年（平成14年）- 南棟・東棟を改築する。病院名を「のぞみの丘ホスピタル」に改称する。デイケア「みのり」、援護寮「さくら」、支援センター「ひびき」を開設。
- 2003年（平成15年）- 西棟1階を改修し、痴呆性疾患の医療病棟を開設。授産施設「グリーンバード」を開設。
- 2005年（平成17年）- 日本医療機能評価機構に認定される。

## 参考
- 閉鎖病棟

## 医療機関指定
出典
| 臨床研修病院 協力型          | 精神科専門研修施設 基幹型 |
| 日本医療機能評価機構認定病院 | 労災保険指定医療機関      |
| 岐阜県子育て支援登録企業     |                           |

## 交通アクセス
- 美濃太田駅（JR高山本線・長良川鉄道越美南線）北口から
  - あい愛バス：さとやま線左まわり / 右まわり「のぞみの丘ホスピタル」バス停下車、徒歩ですぐ。